# Вакри, Огюст
Огюст Вакри (фр. Auguste Vacquerie; 1819—1895) — французский поэт, публицист, журналист и редактор.

## Биография
Огюст Вакри родился 19 ноября 1819 года в департаменте Приморская Сена на северо-западе Франции в местечке Виллекье.
Дебютировал в печати около 1840 года с критическими статьями в «Globe» и в «Epoque»; в 1848 году работал в политической газете «L'Événement», издаваемой Ипполитом де Вильмесаном.
После изгнания Виктора Гюго Вакри жил, ревностно преданный своему другу и учителю, частью во Франции, частью на острове Джерси, куда был сослан В. Гюго.

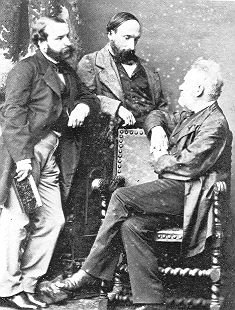
Франсуа-Виктор Гюго, Огюст Вакри и Виктор Гюго

В 1869 году он основал с Полем Мерисом и двумя сыновьями Виктора Гюго — Шарлем Гюго и Франсуа-Виктором Гюго — «Rappel», где деятельно вел оппозицию против империи, подвергаясь многочисленным преследованиям со стороны властей. После основания республики он стал главным редактором этого периодического печатного издания.
Тесная дружба семей Вакри и Гюго привела к тому, что Шарль Вакри, брат Огюста Вакри, женился на дочери Виктора Гюго Леопольдине. Однако 4 сентября 1843 года молодожёны погибли в результате несчастного случая на реке.
Как поэт, Вакри известен сборниками «L’Enfer de l’esprit», «Demi-Teintes», в которых он вовсе не является рабским подражателем Гюго, как утверждалось некоторыми литературными критиками; в противоположность цветистому, ораторскому слогу Гюго, манера Вакри сжатая и точная. Он избегает излишних украшений; в нём, по мнению З. А. Венгеровой, «постоянно сквозит мыслитель и скептик».
С 1845 года Огюст Вакри оставил поэзию в пользу критики и театра. Его полемические статьи были собраны в «Profils et Grimaces» (1856), где он является теоретиком романтической школы, отвергая в то же время всякие названия школ. Другие книги писателя носят исторический характер: «Les miettes de l’histoire, impressions sur Jersey» (1863); «Mes premières années de Paris» (1872); «Aujourd’hui et demain» (1875). Но литературное имя Вакри основано главным образом на его драмах, из которых три пользовались ещё при жизни автора неоспоримым успехом на французских сценах («Jean Baudry», 1853; «Le Fils», 1866 и «Souvent homme varie» 1859); три другие — мелодрама «Tragaldabas», трагедия в 7 актах «Funérailles de l’honneur» и «Formosa» — возбудили при своем появлении восторги поклонников романтизма и негодование его противников.
Огюст Вакри умер 19 февраля 1895 года в Париже.